# Dietmannsried
Dietmannsried is een gemeente in de Duitse deelstaat Beieren, gelegen in het Landkreis Oberallgäu. De gemeente telt 8.329 inwoners.

## Plaatsen in de gemeente Dietmannsried
| - Dietmannsried - Eichholz - Gemeinderied - Grasgrub - Hesselstall - Heusteig - Hinterhalde - Hörensberg | - Käsers - Kiesels - Naiers - Oberried - Probstried - Rauhmühle - Reicholzried - Sachsenried | - Schrattenbach (im Allgäu) - Sommersberg - Todtenberg - Überbach - Vockenthal - Wirthshalde - Wohlmuths |

## Bezienswaardigheden
- De oude dorpskerk werd gerenoveerd in 1755, door brand geteisterd in 1811 en later weer heropgebouwd.
- twee kapellen uit de 16de-17de eeuw